# Wrota Indii (Mumbaj)

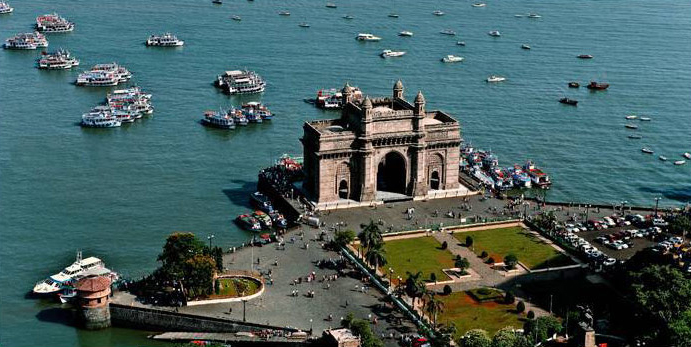

Wrota Indii (ang. Gateway of India, marathi: भारताचे प्रवेशद्वार) – budowla z żółtego bazaltu wzniesiona przez Brytyjczyków u wejścia do portu w Mumbaju. Ukończona w 1924 roku, była używana do celów ceremonialnych i stała się główną atrakcją turystyczną miasta.